# Großer Koppenkarstein
Il Großer Koppenkarstein è una montagna che si trova a 2.863 m sopra il livello del mare nei monti del Dachstein sopra il ghiacciaio Schladming, al confine tra la Stiria e l'Alta Austria. A ovest del Großer Koppenkarstein si trova il Kleine Koppenkarstein, che è alto 2832 m.

## Posizione e dintorni
La montagna si trova al confine con la zona centrale del paesaggio culturale Hallstatt–Dachstein/Salzkammergut, patrimonio mondiale dell'UNESCO, sul lato dell'Alta Austria fa parte del Parco naturale e europeo del Dachstein (zona di protezione degli uccelli e FFH) e del Dachstein South Crash e monumento naturale Edelgrießgletscher sul versante della Stiria, la parte nordoccidentale della riserva naturale del comune di Ramsau am Dachstein e dell'area protetta del paesaggio Dachstein–Salzkammergut.

## Salita
Il Großer Koppenkarstein è raggiungibile dalla stazione a monte della Dachstein-Südwandbahn, dall'Austriahütte, dalla Guttenberghaus o dalla Simonyhütte.
La vetta del Koppenkarstein può essere raggiunta tramite via ferrata:
- Attraverso la via ferrata Westgrat (250 m, difficoltà B/C)
- Attraverso la via ferrata Irg-2 (350 m, difficoltà C/D)

Per la salita è necessaria esperienza alpinistica, via ferrata ed eventualmente attrezzatura da ghiacciaio.
La prima salita documentata del Großer Koppenkarstein ebbe luogo il 20 agosto 1873 da parte di Arthur Simony e Josef Zauner di Hallstatt attraverso la parete nord ( II+ ), una via oggi non più utilizzata.

## Le ferrate “Irg”
Nel 2016 la via ferrata Irg-1 ha dovuto essere demolita a causa di disaccordi tra gli stati dell'Alta Austria e della Stiria. In sostituzione è stata realizzata la ferrata Irg-2 (1250 m s.l.m., C/D), il cui ingresso si trova poche centinaia di metri a ovest. Il nome risale al primo scalatore della parete sud del Dachstein, Georg "Irg" Steiner.

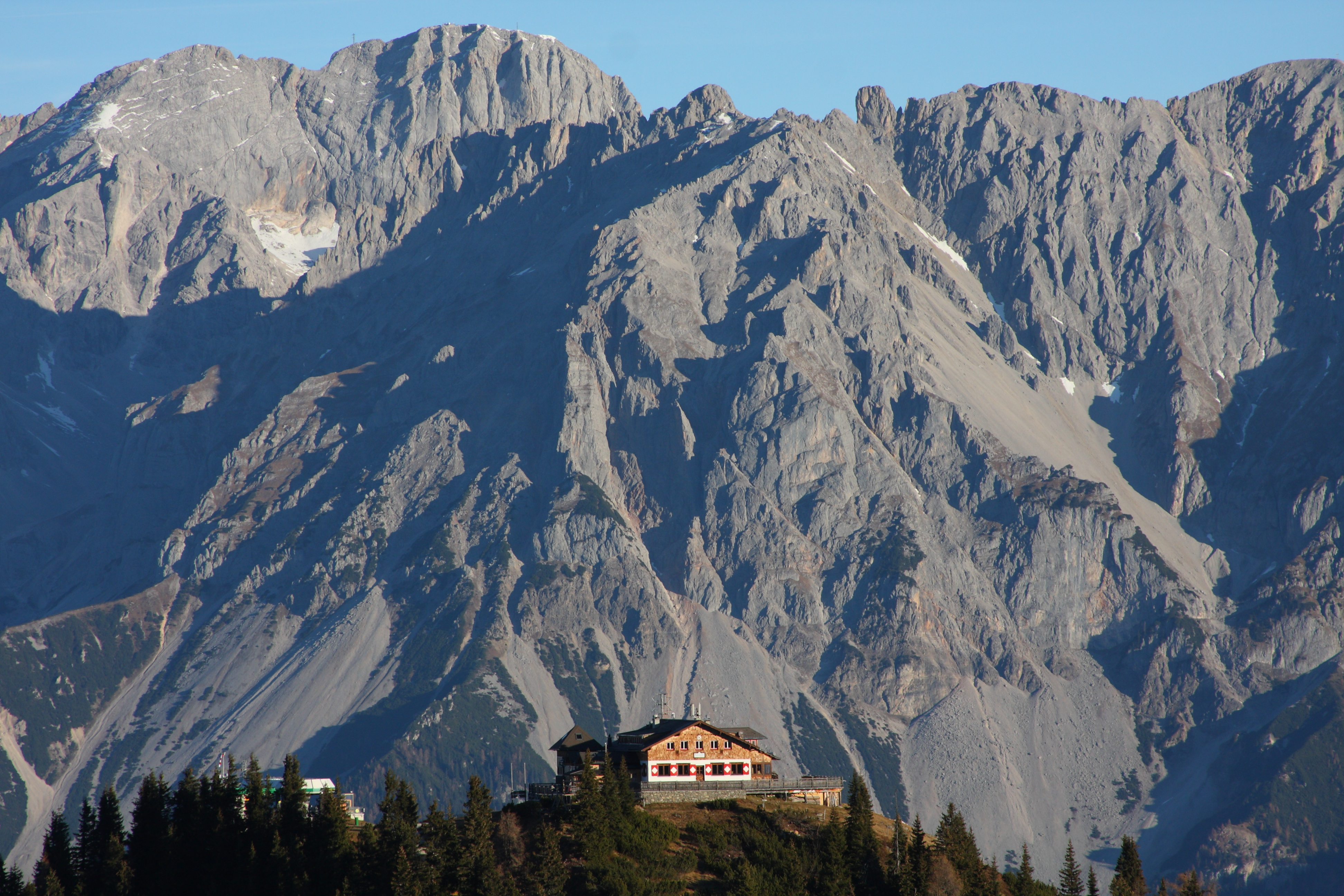

## Stazione radio dell'esercito federale
Dal 1970 l'esercito gestisce una stazione radio militare poco sotto la croce di vetta , a sud-est, a 2.836 m di altitudine, di cui quattro in tutta l'Austria. Viene utilizzato per la radio dell'aviazione militare. Nel 1996 sulla roccia a circa 30 m a est dell'edificio del trasmettitore è stata installata un'area fotovoltaica (superficie 200 m², L x A circa 13 m × 15 m) che ha ridotto il consumo annuo di 40.000 l di gasolio a 2.000-3.000 l. Nell'estate del 2015 è stata aggiunta una linea di alimentazione.
Con 1.700 voli di elicotteri (civili; Agusta Bell 212 e Black Hawk dell'esercito; non su un percorso diretto e ripido, ma su un arco per risparmiare carburante) da giugno a ottobre 2023, sono stati trasportati materiali da costruzione come cemento preconfezionato e operai. Un ascensore inclinato con caterpillar è stato sostituito da una funivia.